# Kwas szczawiowy
Kwas szczawiowy, kwas etanodiowy, HOOC−COOH – organiczny związek chemiczny, najprostszy kwas dikarboksylowy. Występuje w wielu roślinach (m.in. w szczawiu i rabarbarze).

## Otrzymywanie
Otrzymuje się go poprzez ogrzewanie mrówczanu sodu do temperatury ok. 400 °C, w wyniku czego powstaje szczawian sodu, który następnie przeprowadza się w kwas szczawiowy za pomocą rozcieńczonego kwasu siarkowego.
Inne metody to przepuszczenie dwutlenku węgla nad metalicznym sodem lub potasem w temperaturze 360 °C, a także utlenienie glikolu etylowego lub utlenianie wielu innych związków organicznych (np. cukrów) kwasem azotowym. Kwas szczawiowy można także otrzymać w reakcji acetylenu z nadmanganianem potasu.
Światowa produkcja kwasu szczawiowego i jego estrów wynosi ok. 140 tys. ton rocznie.

## Właściwości
Rozpuszcza się zarówno w wodzie, jak i w rozpuszczalnikach organicznych (etanol, eter dietylowy). Z roztworu wodnego krystalizuje w postaci dihydratu (COOH)
2·2H
2O. Tworzy sole i wodorosole – szczawiany.
Kwas szczawiowy jest jednym z najmocniejszych kwasów karboksylowych – jego stała dysocjacji Ka1 wynosi 5,4×10−2, a Ka2 5,2×10−5. Jest to spowodowane wzajemnym efektem indukcyjnym dwóch grup karboksylowych.
Podczas ogrzewania ulega dekarboksylacji do kwasu mrówkowego i dwutlenku węgla:
HOOC−COOH → H−COOH + CO
2
Wobec utleniaczy (np. nadmanganianu potasu) ma właściwości redukujące.

## Zastosowanie
- Do usuwania rdzy.
- W elektrotechnice jest środkiem pomocniczym przy elektrolitycznym oksydowaniu glinu (Eloxal).
- W analizie miareczkowej jest substancją wzorcową do nastawiania miana roztworów utleniających.
- W pszczelarstwie jest stosowany do zwalczania roztocza Varroa destructor.
- Wywabianie plam atramentu.
- W farbiarstwie i proszkach do czyszczenia urządzeń sanitarnych.

## Zagrożenia
W dużych stężeniach kwas szczawiowy działa drażniąco na skórę i błony śluzowe, ale nawet w ilościach spotykanych w żywności może być szkodliwy – z jonami wapnia tworzy trudno rozpuszczalny szczawian wapnia, który osadza się w postaci kamieni w nerkach. Dlatego częste spożywanie dużych ilości warzyw zawierających ten kwas może być przyczyną kamicy nerkowej, a także niedoboru wapnia w organizmie.